# 69.ª Divisão de Infantaria (Alemanha)
A 69ª Divisão de Infantaria (em alemão:69. Infanterie-Division) foi uma unidade militar que serviu no Exército alemão durante a Segunda Guerra Mundial. Ela serviu na invasão da Noruega em 1940, lá permanecendo como força de ocupação até o final de 1942 quando foi transferida para a Frente Leste. A divisão seria destruída na Prússia Oriental nos meses finais da guerra.
Seu apelido era Barco Viking (Wiking-Schiff) conforme a sua insígnia divisional.

## História
Inicialmente formada como uma divisão de "segunda onda" em agosto de 1939, no 16º Comando de Artilharia baseado em Münster, a unidade passou os primeiros meses da guerra na região de Eifel, para guardar a  fronteira oeste da Alemanha. Em dezembro de 1939, a divisão foi transferida para a fronteira com Luxemburgo; permanecendo até o final de março de 1940, quando foi transferida para o norte da Alemanha.

### Invasão da Noruega

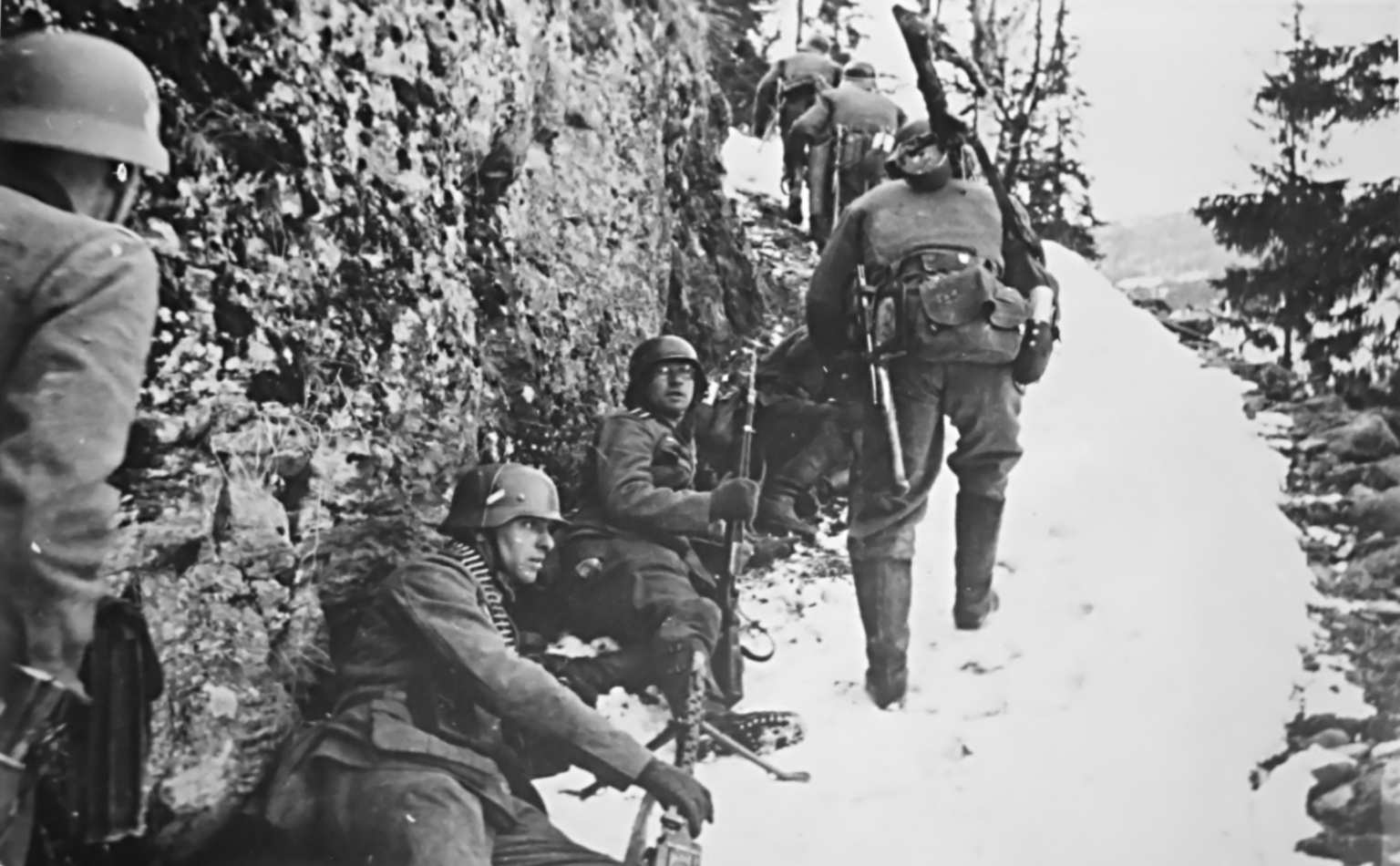
Soldados do Infanterie-Regiment 236 da 69. ID avançando na Noruega, abril de 1940.

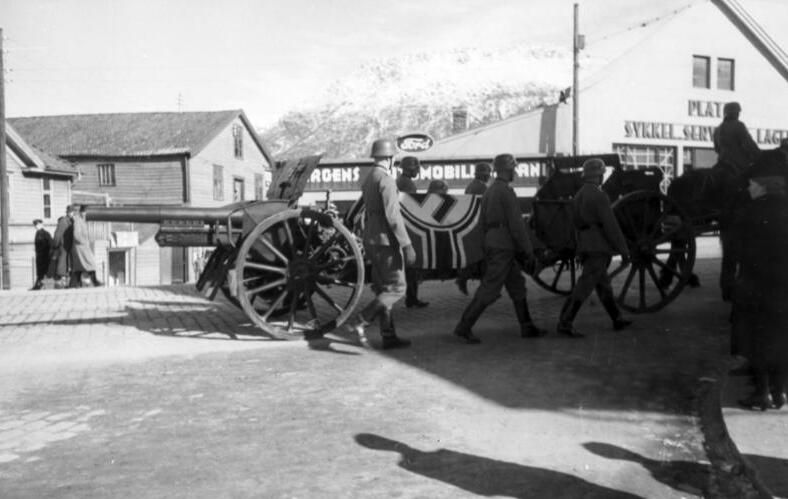
Enterro do Major Walter Klein, comandante do III./IR 193, em Bergen, na Noruega, em 28 de março de 1941.

Em abril de 1940, a divisão participou da invasão alemã da Noruega. 900 soldados da divisão foram desembarcados perto de Bergen, onde capturaram as fortificações defensivas (as quais disparavam contra os navios alemães que se aproximavam), bem como a cidade, depois de enfrentarem as forças norueguesas em combate. A divisão então marchou para a área de Voss-Myrdal para quebrar a última resistência norueguesa ali junto com a 163ª Divisão de Infantaria. Um pequeno grupo de soldados da 69. ID desembarcou em Egersund, onde tomaram o cabo de telecomunicações que liga a Noruega ao continente europeu, sem encontrar oposição significativa.
O maior elemento da divisão, cerca de 5.000 soldados em 250 aviões de transporte, desembarcou no aeroporto de Sola depois dele ter sido tomado por pára-quedistas alemães. A divisão então capturou a cidade vizinha de Stavanger.
A 69. ID formou dois kampfgruppen, Gruppe Adlhoch (sob Xaver Adlhoch) e Gruppe Daubert (sob o Major Daubert, e composto pelo III. batalhão/IR 236 e III. batalhão/IR 159 com tropas de apoio). Ambos os grupos de batalha estiveram envolvidos em batalhas ferozes ao longo do Randsfjord, em Ådalen e Valdres. Ele viu fortes combates contra o Valdresgruppen norueguês (composto pela 4ª Brigada e partes do 6º Regimento de Infantaria) sob o comando do Coronel Gudbrand Østby entre 14 de abril e 2 de maio.
Após a bem sucedida campanha norueguesa, a 69ª Divisão de Infantaria permaneceu na Noruega ocupada até novembro de 1942. O batalhão de recrutas (Rekruten-Bataillon) da 69ª Divisão de Infantaria foi formado em Bergen. Em novembro de 1942 a divisão foi concentrada no sul da Noruega para ser transferida para a Rússia. Quando a divisão foi transportada da Noruega para a Rússia, o 193º Regimento de Granadeiros e o batalhão de recrutas ficaram para trás.

### União Soviética
Em dezembro de 1942, a divisão foi transferida para a União Soviética, sendo desdobrada inicialmente na frente de Volkhov. A 69. ID foi em seguida postada na frente de Leningrado como parte do 18º Exército do Grupo de Exércitos Norte. Para substituir o 193º Regimento deixado na Noruega, o 157ª Regimento de Granadeiros foi formado para a divisão por decreto de 22 de setembro de 1943.
Depois que o Exército Vermelho penetrou a frente alemã perto de Newel, a divisão foi transferida para a área de Newel no final de novembro de 1943, onde pesados combates defensivos continuaram até março de 1944. A divisão permaneceu na área e foi empurrada de volta para a área de Pskov por ofensivas soviéticas até fevereiro de 1944; retirando-se para a área de Glintchino ao norte de Polotsk e dali para a área de Ostrov.
Em julho de 1944, a 69. ID foi transferida via Kovno para o sul, para o Grupo de Exércitos Centro, o qual estava sofrendo com os repetidos ataques soviéticos. Voltando a Memel e depois evacuada para a Prússia Oriental. No início de 1945, a divisão era uma das quatro que defendiam a cidade sitiada de Königsberg. O cerco à cidade foi um ponto culminante da Ofensiva da Prússia Oriental que ocupará Tilsit em 20 de janeiro, Allenstein em 23, e em 26 alcançará a foz do Vístula, isolando a Prússia Oriental do resto do Reich, e deixará 500.000 soldados alemães presos em vários bolsões de tamanhos variados na Prússia e na Pomerânia Oriental.
Atacar Königsberg não seria uma tarefa fácil. Guarnecidas dentro da cidade estavam cinco divisões (69ª, 367ª, 548ª, 561ª), para um total de 130.000 soldados, juntamente com impressionantes posições defensivas construídas em 1888 que incluíam quinze fortes interligados por túneis com acomodações integradas para as tropas, e projetados para resistir ao bombardeio de super-canhões sendo projetados naquela época após o cerco de Paris (1870-1871). Os alemães ainda mantinham uma estreita conexão terrestre com o bolsão alemão adjacente na península de Samland. A captura da cidade exigia que essa conexão freneticamente fortificada fosse separada. O efetivo alemão na península, o chamado Grupo Samland, poderia realizar contra-ataques para evitar que isso acontecesse.  Para enfrentar tal poder defensivo, o comando soviético planejava contar fortemente com o apoio da aviação e artilharia, com densidades chegando a 250 canhões por quilômetro em algumas áreas. Os soviéticos também submeteram os soldados alemães à propaganda, explicando que sua resistência era inútil e que a linha de frente estava muito atrás deles e que estavam presos em um "bolsão", sua única esperança sendo a rendição. No entanto, esta propaganda teve pouco ou nenhum efeito.
Após quatro dias de bombardeio de artilharia preparatória, o assalto começou devárias direções em 6 de abril de 1945. Submetidos a intensos bombardeios aéreos e ataques de artilharia, e envolvidos em ataques e contra-ataques, a maioria dos militares da 69. ID sobreviventes se renderam ao Exército Vermelho logo após a queda da cidade em 9 de abril de 1945. A divisão foi esmagada em janeiro de 1945 no rio Inster na Prússia Oriental, com um grupo de batalha indo para o cativeiro russo em 12 de abril de 1945.

## Condecorações
Os militares da divisão Barco Viking foram pessoalmente recompensados por seus feitos de guerra, com 9 recebendo o Broche do Quadro de Honra (Ehrenblattspange), 30 recebendo a Cruz Germânica  em ouro e 11 recebendo a Cruz de Cavaleiro da Cruz de Ferro.
Titulares do Certificado de Comenda do Comandante-em-Chefe do Exército:
- Janke, Johannes, 07.12.1943 (2591), Oberstleutnant, Kdr. Gren.Rgt. 159
- Kirstein, Otto, 27.09.1944 (4063), Oberleutnant, Kp.Fhr. 8./Gren.Rgt. 159

Portadores do Broche do Quadro de Honra do Exército:
- Bode, Hans-Karl, 17.04.1944, Leutnant, 14./Gren.Rgt. 159
- Ewald, Udo, 17.03.1944, Leutnant, Stabs.Kp./Gren.Rgt. 159
- Harzen, Helgo, 25.08.1944, Oberleutnant, Stabs.Kp./Gren.Rgt. 236
- Hereus, Lutz, 27.11.1944, Hauptmann d.R., Gren.Rgt. 157
- Heuer, Heinrich, 25.03.1945, Major, Gren.Rgt. 159
- Heuser, Gerhard, 27.02.1944, Oberleutnant, 5./Gren.Rgt. 157
- Tibussek, Walter, 17.03.1944, Feldwebel, 6./Gren.Rgt. 236
- Veith, Hans-Joachim, 25.08.1944, Leutnant, 9./Gren.Rgt. 159
- Woyte, Hubert, 07.10.1944, Hauptmann, Felders.Btl. 169

Portadores da Cruz de Cavaleiro:
- Estado-Maior:
- 1. Rein, Siegfried 24.02.1945 Generalleutnant Kdr 69. Inf.Div
- Infanterie- / Grenadier-Regiment 159 :
- 2. Büchau, Bruno 19.08.1944 Hauptmann d.R. Führer II./Gren.Rgt 159
- 3. Ganssen, Franz-Josef 29.02.1944 Unteroffizier KpTruppführer 9./Gren.Rgt 159
- 4. Janke, Hans 23.02.1944 Oberstleutnant Kdr Gren.Rgt 159
- 5. Lenz, Heinrich 26.12.1943 Oberfeldwebel Zugführer i. d. 1./Gren.Rgt 159
- 6. Schmidt, Josef 03.12.1943 Hauptmann d.R. Führer I./Gren.Rgt 159
- Infanterie-Regiment 193:
- 7. Klein, Walter 09.05.1940 Major Kdr III./Inf.Rgt 193
- Infanterie- / Grenadier-Regiment 236 :
- 8. Seidel, Erich 10.09.1944 Oberst Kdr Gren.Rgt 236
- Grenadier-Regiment 157:
- 9. Schunck, Karl 09.06.1944 Hauptmann Führer II./Gren.Rgt 157
- Panzerjäger-Abteilung 169 :
- 10. Kox, Peter 05.04.1945 Oberfeldwebel Zugführer i. d. 1./Pz.Jäg.Abt 169
- Pionier-Bataillon 169 :
- 11. Heinze, Horst 30.09.1944 Oberleutnant Führer 2./Pi.Btl 169

Certificado de Comenda em Nível de Unidade do Comandante-em-Chefe do Exército por Abate de Aeronaves:
- II./Grenadier-Regiment 159
- Data e local do abate: 11.02.1943 perto de Maluksa (2 aeronaves)
- Data da premiação: 14.10.1943 (385)

## Comandantes
| Comandante                            | Data                                            |
| ------------------------------------- | ----------------------------------------------- |
| General der Artillerie Hermann Tittel | 26 de agosto de 1939 - 28 de setembro de 1941   |
| Generalleutnant Bruno Ortner          | 29 de setembro de 1941 - 1 de fevereiro de 1944 |
| Generalleutnant Siegfried Rein        | 1 de fevereiro de 1944 - 20 de janeiro de 1945  |
| Oberst Rudolf Grimme                  | 20 de janeiro de 1945 - 9 de fevereiro de 1945  |
| Generalmajor Kaspar Völker            | 9 de fevereiro de 1945 - 9 de abril de 1945     |

## Oficiais de operações
| Major Werner Müller             | 26 de agosto de 1939 - 16 de junho de 1940     |
| Major Helmut Siemoneit          | 16 de junho de 1940 - 20 de agosto de 1941     |
| Major Erich Vorwerck            | 20 de agosto de 1941 - 1 de setembro de 1943   |
| Oberstleutnant Eberhard Henrici | 1 de setembro de 1943 - 10 de novembro de 1944 |
| Major Horst Grüninger           | 10 de novembro de 1944 - ? 1945                |
| Major Job von Witzleben         | 26 de fevereiro de 1945 - abril de 1945        |

## Área de operações
| Alemanha                       | setembro de 1939 - abril de 1940   |
| Noruega                        | abril de 1940 - abril de 1943      |
| Frente Ocidental, setor norte  | abril de 1943 - setembro de 1944   |
| Frente Oriental, setor central | setembro de 1944 - janeiro de 1945 |
| Prússia Oriental               | janeiro de 1945 - abril de 1945    |

## Ordens de batalha

### 1939
- Infanterie-Regiment 159
- Infanterie-Regiment 193
- Infanterie-Regiment 236
- Aufklärungs-Abteilung 169
- Artillerie-Regiment 169
  - I. Abteilung
  - II. Abteilung
  - III. Abteilung
  - IV. Abteilung
- Pionier-Bataillon 169
- Panzerabwehr-Abteilung 169
- Nachrichten-Abteilung 169
- Versorgungseinheiten 169

### Abril de 1940
- Infanterie-Regiment 159 (Oberst von Stolberg)
- Infanterie-Regiment 193 (Oberst von Beeren)
- Infanterie-Regiment 236 (Oberst Adlhoch)
- Aufklärungs-Abteilung 169
- Artillerie-Regiment 169 (Oberst Heinrich)
  - I. Abteilung
  - II. Abteilung
  - III. Abteilung
  - IV. Abteilung
- Pionier-Bataillon 169 (Kramer)
- Panzerabwehr-Abteilung 169 (Major Stenkhoff)
- Nachrichten-Abteilung 169
- Versorgungseinheiten 169

### 1942
- Grenadier-Regiment 159
- Grenadier-Regiment 193
- Grenadier-Regiment 236
- Radfahr-Abteilung 169
- Artillerie-Regiment 169
  - I. Abteilung
  - II. Abteilung
  - III. Abteilung
  - IV./Artillerie-Regiment 269
- Pionier-Bataillon 169
- Panzerjäger-Abteilung 169
- Nachrichten-Abteilung 169
- Versorgungseinheiten 169

### 1943-1945
- Grenadier-Regiment 157
- Grenadier-Regiment 159
- Grenadier-Regiment 236
- Füsilier-Bataillon 69
- Artillerie-Regiment 169
  - I. Abteilung
  - II. Abteilung
  - III. Abteilung
  - IV./Artillerie-Regiment 269
- Pionier-Bataillon 169
- Panzerjäger-Abteilung 169
- Nachrichten-Abteilung 169
- Feldersatz-Bataillon 169
- Versorgungseinheiten 169